# 정토진종
정토진종(浄土真宗)은 일본의 불교의 종파의 하나로 가마쿠라 시대 초기에 호넨(法然: 1153~1212)의 제자인 신란(親鸞: 1173~1262)이 호넨의 가르침을 계승하여 창종한 종파이다. 신란의 사후에 그 문하생들이 교단으로서 발전시켰다. 호넨은 일본 불교의 정토종(淨土宗)의 개조이며 신란은 정토진종(淨土眞宗)의 개조이다.
정토진종은 일향종(一向宗)이라고도 부르는데, 진종이라고 약칭하기도 한다. 정토진종(淨土眞宗)은 정토교의 계통에 속한다.
12세기 이후 일본에는 사상과 신앙을 중시하고 교의와 의식이 비교적 간단한 새로운 종파가 연이어 흥기하였다. 그 가운데서 정토진종은 일본적인 색채가 더욱 두드러진 종파이다.

## 특색
출가교단보다는 비승비속(非僧非俗)을 지향해왔다. 따라서 승려가 결혼과 육식을 해도 무방하다. 메이지 유신 때인 메이지(明治) 5년(1872년)의 '육식·대처·축발을 자유롭게 할 것'이라는 법령 반포 이전에는 정토진종만이 드러내놓고 결혼과 육식을 했다.

## 종파
주된 종파로 진종10파(真宗十派)가 있으며, 그 외 다른 종파들도 존재한다.
- 정토진종 혼간지파(浄土真宗本願寺派, 통칭 니시혼간지)
- 진종 오타니파(真宗大谷派, 통칭 히가시혼간지)
- 진종 다카다파(真宗高田派)
- 진종 붓코지파(真宗佛光寺派)
- 진종 고쇼지파(真宗興正派)
- 진종 기베파(真宗木辺派)
- 진종 이즈모지파(真宗出雲路派)
- 진종 조쇼지파(真宗誠照寺派)
- 진종 산몬토파(真宗三門徒派)
- 진종 야마모토파(真宗山元派)

## 같이 보기
- 정토교
- 잇코슈 · 일향종
- 이시야마 혼간지

## 참고 문헌
- 이 문서에는 다음커뮤니케이션(현 카카오)에서 GFDL 또는 CC-SA 라이선스로 배포한 글로벌 세계대백과사전의 내용을 기초로 작성된 글이 포함되어 있습니다.
- http://www.shin.gr.jp/